# Consorteria
Una consorteria è un'aggregazione sociale tra individui o gruppi di individui, uniti da un interesse comune, che mirano a favorire gli interessi di coloro che fanno parte del gruppo. I membri di una consorteria spesso ostacolano o impediscono la realizzazione degli interessi di chi non ne fa parte o non ha influenza su di essa dall'esterno. L'obiettivo di una consorteria spesso è quello di promuovere le opinioni o gli interessi privati in una chiesa, in uno Stato o di un'altra comunità. Nella storia ha avuto vari significati. Il nome proviene da un istituto giuridico medievale, la consorteria, che univa vari rami di un'unica famiglia nobile.

## Descrizione
Il fenomeno della consorteria è antico quanto la società stessa. Lo spirito della consorteria è sempre pronto ad imporsi e a difendersi da aggressioni esterne con tutti i mezzi possibili, arrivando a sacrificare interessi contrari ai propri, compresi quelli pubblici, pur di veder realizzati i propri obiettivi, come ad esempio la concessione di una carica pubblica ad un membro del gruppo, o agevolare una particolare persona o istituzione, e viceversa ostacolarla per il bene privato del gruppo. Le consorterie sacrificano il bene comune, la verità, la produttività, e la giustizia, per preservare l'onore, i vantaggi e la posizione di potere del gruppo.
Le consorterie possono nascere in qualsiasi ambito, che sia politico, religioso o scientifico. Volendo fare un paragone, in politica una consorteria è ciò che una setta è in una religione. Anche la letteratura ha conosciuto il fenomeno delle consorterie letterarie.

## Medioevo
Nel medioevo era un'associazione fra diversi rami di una famiglia nobile o anche tra famiglie diverse che si univano "a una medesima sorte", spesso legandosi con rapporti di parentela e matrimoni incrociati. Le consorterie medievali, solitamente capeggiate da un componente più anziano o comunque di spicco, avevano un'origine di patto di diritto, volto a preservare intatto il controllo su feudi e proprietà.
Spesso decidevano in blocco il comportamento da tenere relativamente a particolari avvenimenti politici o di altro genere. Per questo furono alla base di epici scontri tra fazioni, come i guelfi e ghibellini o come i guelfi bianchi e neri a Firenze. Un singolo litigio che vedeva opposti i membri di due consorterie poteva dividere in due schieramenti un'intera città, proprio a causa degli strettissimi legami che vincolavano ciascun cittadino ai suoi consorti.
Da questo significato è tratta la locuzione aggettivale araldica in consorteria, che si applica a due scudi accollati per matrimonio o per dignità.

## Unità d'Italia
Il termine "consorteria" venne ripreso per designare, specialmente dagli avversari politici, gli esponenti della destra storica, in prevalenza provenienti dalla Toscana, soprattutto quando dopo l'avvento della sinistra nel 1876 continuarono ad operare come gruppo compatto d'opinione all'interno del Parlamento e nella società civile.
Gli esponenti della sinistra rimproveravano ai moderati la loro scarsa apertura alle istanze di novità e l'atteggiamento eccessivamente timido in politica estera.
L'esponente di spicco fu il barone Bettino Ricasoli, e la sua influenza, anche a livello elettorale, fu grande nei collegi dell'Italia centrale. Alla consorteria aderivano anche i cattolici transigenti che, pur dichiarandosi credenti, non seguivano la linea del non expedit dei cattolici intransigenti, che erano cresciuti di numero dopo i pronunciamenti papali del 1874.